# Diocesi di Summa
La diocesi di Summa (in latino Dioecesis Summensis) è una sede soppressa e sede titolare della Chiesa cattolica.

## Storia
Summa, forse identificabile con le rovine di Zemma nell'odierna Algeria, è un'antica sede episcopale della provincia romana di Numidia.
Nelle lettere di sant'Agostino, Summa (o Zumma) è segnalata come sede primaziale della Numidia. Nella conferenza di Cartagine del 411, che vide riuniti assieme i vescovi cattolici e donatisti dell'Africa romana, Silvano, vescovo cattolico, viene come secondo nell'elenco dei vescovi, dopo l'arcivescovo di Cartagine e si firma: «Silvanus primae sedis provinciae Numidiae subscripsi». Suo competitore donatista era il vescovo Felice. Silvano è documentato ancora in altre occasioni: il 14 giugno 412 presiedette, come primate di Numidia, al concilio di Zerta e sottoscrisse per prima la lettera sinodale indirizzata a donatisti; fu poi a capo del concilio antipelagiano celebrato a Milevi nel 416 e sottoscrisse per primo la lettera sinodale indirizzata a papa Innocenzo I. Silvano morì prima del 25 maggio 419: a questa data è documentato come primate di Numidia Valentino di Baia. Non sono noti altri vescovi per questa antica diocesi.
Dal 1933 Summa è annoverata tra le sedi vescovili titolari della Chiesa cattolica; dal 14 febbraio 2014 il vescovo titolare è Alejandro Daniel Giorgi, vescovo ausiliare di Buenos Aires.

## Cronotassi

### Vescovi
- Silvano † (prima del 411 - prima del 25 maggio 419 deceduto)
  - Felice † (menzionato nel 411) (vescovo donatista)

### Vescovi titolari
- Terence James Cooke † (15 settembre 1965 - 2 marzo 1968 nominato arcivescovo di New York)
- Daniel Liston, C.S.Sp. † (23 aprile 1968 - 7 dicembre 1970 dimesso)
- James Steven Rausch † (5 marzo 1973 - 17 gennaio 1977 nominato vescovo di Phoenix)
- Robert Edward Mulvee † (15 febbraio 1977 - 19 febbraio 1985 nominato vescovo di Wilmington)
- Desmond A. Williams † (14 marzo 1985 - 24 febbraio 2006 deceduto)
- Óscar Armando Campos Contreras (23 maggio 2006 - 2 febbraio 2010 nominato vescovo di Tehuantepec)
- Vicente Bokalic Iglic, C.M. (15 marzo 2010 - 23 dicembre 2013 nominato vescovo di Santiago del Estero)
- Alejandro Daniel Giorgi, dal 14 febbraio 2014